# Apofityzacja
Apofityzacja – jedna z form degeneracji fitocenoz.
To proces wnikania do zbiorowisk roślinnych (leśnych) roślin, charakterystycznych dla zrębów, ugorów, pastwisk i innych, półnaturalnych zbiorowisk nieleśnych.
Apofityzacja może powstawać przez bezpośrednie oddziaływania gospodarki, na przykład zawlekanie nasion. Inną z przyczyn powstawania tego zjawiska jest bliskie sąsiedztwo lasu z pastwiskami czy polami.